# Шевијон (Горња Марна)
Шевијон (фр. Chevillon) насеље је и општина у североисточној Француској у региону Шампањ-Арден, у департману Горња Марна која припада префектури Сен Дизје.
По подацима из 2011. године у општини је живело 1399 становника, а густина насељености је износила 37,91 становника/km². Општина се простире на површини од 36,9 km². Налази се на средњој надморској висини од 180 метара.

## Демографија
| 1962. | 1968. | 1975. | 1982. | 1990. | 1999. | 2011. |
| ----- | ----- | ----- | ----- | ----- | ----- | ----- |
| 1.487 | 1.508 | 1.532 | 1.607 | 1.556 | 1.455 | 1.399 |

График промене броја становника у току последњих година